# Tolède
Cet article concerne la ville de Tolède en Espagne. Pour les autres sens, voir Toledo et Tolède (homonymie).
Tolède (en espagnol : Toledo) est une ville du centre de l’Espagne, capitale de la province du même nom et de la communauté autonome de Castille-La Manche. Ville inscrite au patrimoine mondial de l'Unesco pour ses richesses architecturales, Tolède est devenu un centre touristique important en Espagne.
Elle est la capitale de l'ancien royaume wisigoth.

## Géographie

### Toponymie
La première source écrite où apparaît le nom Toletum est l'œuvre de l'historien romain Titus Livius, qui indique que Toletum trouve son origine dans le mot Tollitum, qui aurait donné Tollitu, Tollito, Tolleto, Tolledo, jusqu'à Toledo, Tolède. Le sens de ce mot serait « construit en hauteur ». Martín Gallego reprend la version des « doubles méandes ou coudes que forme le fleuve qui l'entoure ».
Au XIIe siècle, l'écrivain Abú Ab-Dín al-Ayubí, affirme que طليطلة Tulaytulah signifie « la joyeuse », sans donner plus d'explication. Les différents noms historiques reçus par la ville furent: en latin Toletum; en arabe طليطلة (Tulaytulah), en Judéo-espagnol טולדות (Toldoth) et en mozarabe Tolétho.
En raison de son rayonnement historique et culturel, cinq villes des États-Unis d’Amérique, dans l'Illinois, l'Iowa, l’Ohio, l'Oregon et l'État de Washington portent le nom de Toledo, ainsi que six autres villes au Portugal, au Belize, au Brésil, en Colombie, aux Philippines et en Uruguay.

### Situation
La ville de Tolède est située dans le centre de l'Espagne, à 70 km au sud-ouest de Madrid. Elle est traversée par le Tage. Son territoire municipal s'étend sur 232 km2 et son altitude moyenne est de 529 m.

## Histoire

### Origines
Des restes archéologiques de l'âge du bronze ont été découverts sur la colline Cerro del Bu. Cette forteresse naturelle imprenable dominant les alentours est desservie par le Tage, qui a protégé les habitants de ce lieu pendant très longtemps. Cela leur a assuré une certaine prospérité ; en effet, de nombreux objets ornementaux en bronze, argent et or y ont été trouvés.
Le village s'est agrandi en occupant de plus en plus l'autre rive de la rivière, la colline de l'Alcázar. C'est ici que se forme l'histoire de la ville elle-même en devenant, tour à tour, acropole, forteresse et, finalement, palais et zone militaire.

### Périodes romaines et chrétiennes
En 192 av. J.-C., les Romains fondent la ville de Toletum[réf. nécessaire], qui devient par la suite Tolède, et y laissent de nombreuses traces à travers des constructions dont il reste encore aujourd'hui des ruines. La ville de Tolède est citée pour la première fois par l'historien Tite-Live qui la qualifie de « petite ville fortifiée ».
Lors des grandes invasions du Ve siècle qui ravagent un Empire romain d'Occident déclinant, Tolède est pillée à plusieurs reprises par les barbares (Vandales, Suèves et Alains) qui ont envahi la péninsule Ibérique à partir de l'an 409. À partir du milieu du VIe siècle, Tolède devient la capitale des Wisigoths : nouveaux maîtres d'une grande partie de la péninsule après avoir quitté la Gaule, ils fondent le royaume wisigothique d'Espagne.
Les conciles de Tolède : entre 400 et 702 apr. J.-C., il y eut onze conciles généraux, qui ont traité de questions de foi, et sept conciles provinciaux, qui se sont surtout préoccupé de discipline ecclésiastique. Lors du IIIe concile de Tolède en 589, les Wisigoths du roi Récarède abandonnent officiellement l'arianisme pour le catholicisme, qui devient la seule religion officielle de l'Espagne. Plusieurs conciles statuent sur les Juifs.

### Période musulmane et Reconquista

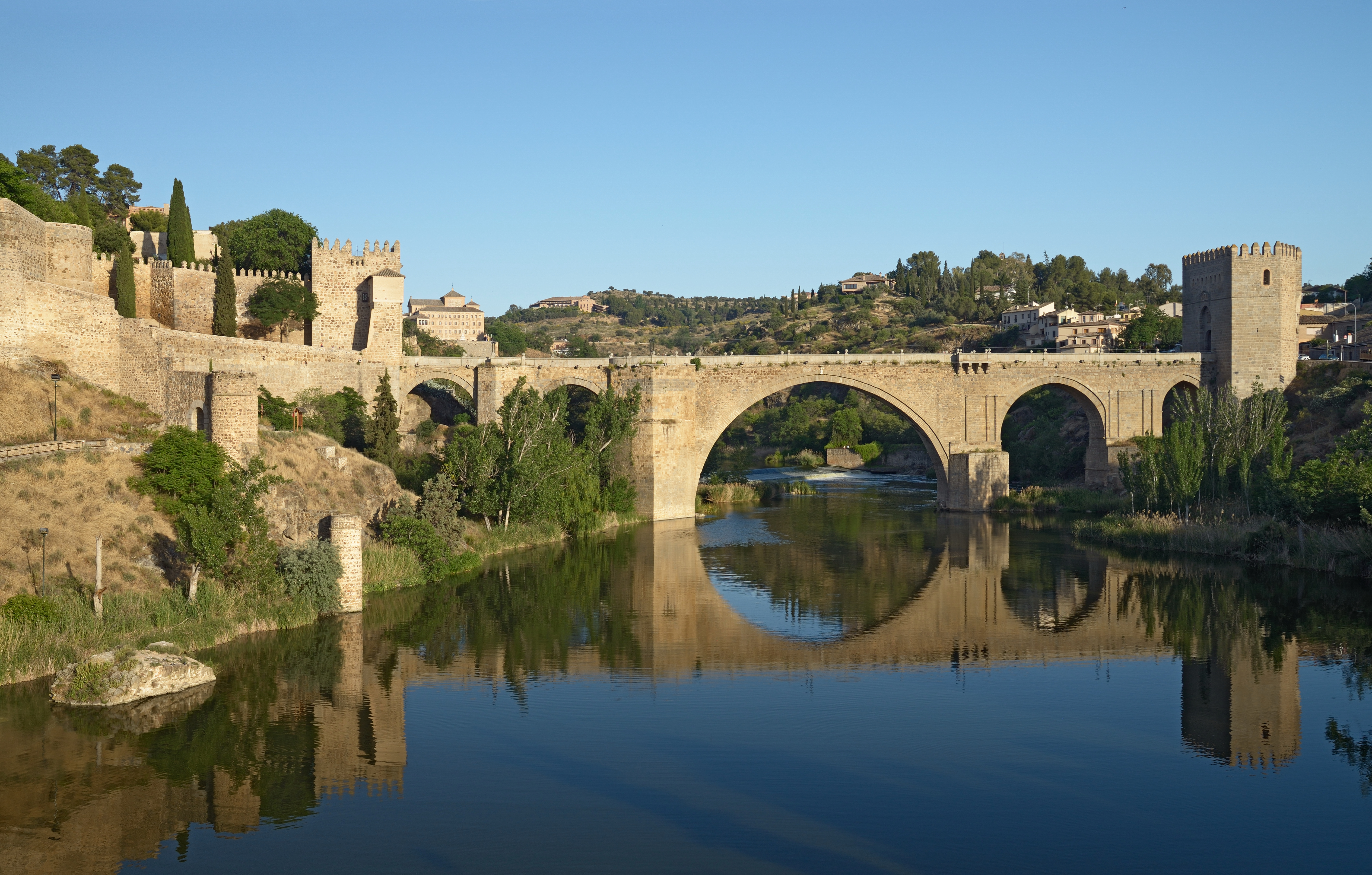
Pont de San Martín à Tolède. Mai 2017.

Au début du VIIIe siècle, lors de la conquête musulmane de l'Espagne, le dernier souverain wisigoth, Rodrigue, est battu par le conquérant Tariq ibn Ziyad à la bataille de Guadalete (711). Tolède tombe aux mains des musulmans en 712. À partir de là, la ville fait partie du Califat omeyyade de Damas, puis de l'émirat indépendant de Cordoue (755–929), et enfin du califat de Cordoue.
Le 25 mai 1085, en pleine Reconquista, les chrétiens dirigés par le roi Alphonse VI de Castille reprennent Tolède aux musulmans. À la chute de la Taïfa (émirat d'al-Andalus), la ville était peuplée d'environ 30 000 personnes. Le roi musulman accepte la reddition de la ville en échange de garanties négociées pour les musulmans. En écho au statut de dhimmi imposé précédemment par les musulmans aux non-musulmans, le statut de mudéjar prévoit qu'en échange d'un impôt spécifique pour les non-chrétiens, leurs biens sont garantis,.
Une grande partie de la population musulmane fuit au sud peu après la conquête de la ville, avant qu'en 1110 une rébellion éclate ; quant aux mozarabes, chrétiens de rite arien, ils sont soumis à la pression du rite de Cluny et menacent également de partir. La perte de population que subit la ville met en péril sa défense et oblige le roi à réagir en octroyant aux principales communautés des fors dont bénéficient les castillans en premier, mozarabes (1101), les différents clergés de la ville indépendamment de leur rite (1128), les francs (1136). Les juifs étaient des hommes libres par la tradition, mais sans cadre juridique. Ces cadres juridiques différents rendent les communautés autonomes et inégales, les plus favorisés étaient alors les Castillans et les mozarabes, dans cette ville chrétienne l'organisation musulmane de la ville perdura et retarda jusqu'au début du XVe siècle l'apparition des structures municipales développées dans le reste de la Castille
Au XIIe siècle, la ville devient un centre de traduction très réputé, et un lieu de rencontres entre les savants des trois grandes religions chrétienne, juive, musulmane mais la plupart des élites musulmanes s'est exilée et les Juifs tiennent alors un rôle majeur dans la traduction de la science gréco-arabe et dans les fonctions d'administration.
En 1391, les persécutions antijuives ensanglantant toute l'Espagne tuent 200 Juifs à Tolède, outre les viols. S'ensuivirent les lois de pureté du sang, la révolte anticonverso à Tolède (1449), la création de l'Inquisition espagnole (1478) et l'expulsion des juifs d'Espagne en 1492.
Entre les XIIe et XVIe siècles, Tolède devient une des capitales de Castille et une des plus riches et puissantes villes d'Espagne. La reine Jeanne la Folle y naît le 6 novembre 1479, et c'est dans cette ville qu'elle et son époux, Philippe de Habsbourg, futur Philippe Ier de Castille, sont désignés comme héritiers de la Couronne. Lors de la guerre des Communautés de Castille, Tolède est une des premières villes à se rebeller sous la houlette de Pedro Laso de la Vega (es) et Juan de Padilla. Après la défaite des communiers à la bataille de Villalar, María Pacheco, veuve de Padilla, oppose une résistance réelle jusqu'à la remise des armes en 1522. C’est là que l’empereur Charles V installe le siège de la Cour. En 1561, Tolède est abandonnée dans ce rôle au profit de Madrid à l'initiative de Philippe II.

### Epoque moderne
Lorsque la guerre civile se déclenche, Tolède est située dans une zone républicaine. Pendant la guerre civile espagnole, Tolède est le théâtre de combats autour de l'Académie militaire de l'Alcazar. C'est là qu'eut lieu le siège de l'Alcazar de Tolède (1936) resté célèbre, où des troupes nationalistes résistèrent à un siège de près de 70 jours mené par les troupes républicaines. Elles ont été secourues le 28 septembre 1936 par les troupes du général Varela, et après trois mois d'intenses combats, le colonel Moscardó, commandant de la place, prononça un mot resté célèbre aux troupes nationalistes venues le secourir : « Sin novedad en el Alcazar » (« rien à signaler dans l'Alcazar »), phrase alors conventionnelle dans l'armée espagnole.
Tolède était particulièrement réputée pour sa production d'acier et notamment pour ses épées. Ces techniques y avaient été importées de Perse par les musulmans. La ville est aujourd'hui encore un centre important de production de couteaux et autres objets en acier.

## Démographie
Des facteurs tels que l'augmentation du prix des logements à Madrid et l'amélioration des liaisons avec la capitale espagnole (Tolède est à seulement vingt minutes de la gare d'Atocha par le train à grande vitesse AVE) expliquent que la population tolédane a augmenté de près de 20 % ces dix dernières années. Elle est en effet passée de 68 537 personnes en 2000 à 82 489 en 2010.

## Politique et administration

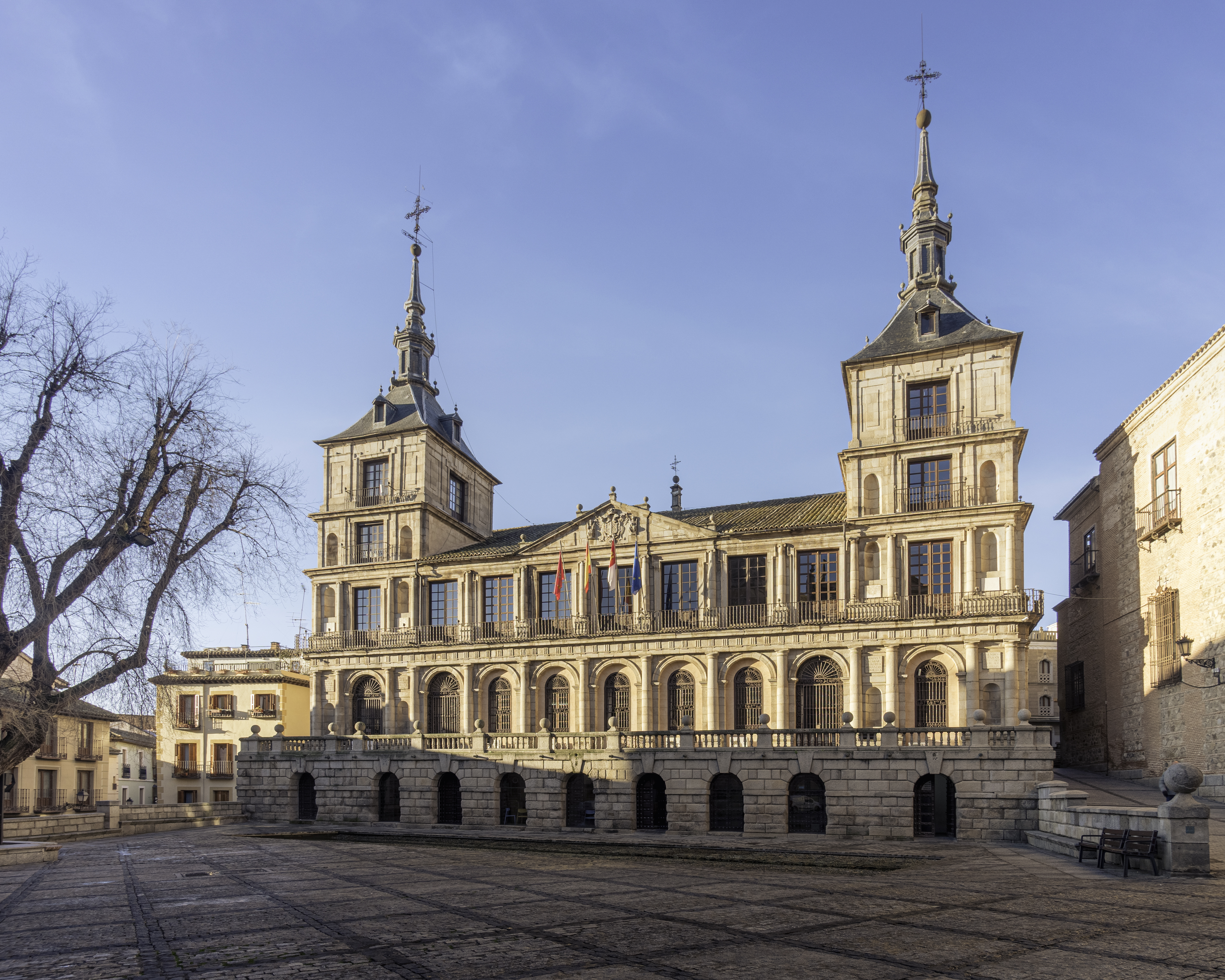
L'hôtel de ville de Tolède.

Tolède est la capitale de la communauté autonome de Castille-La Manche et de la province de Tolède. Elle accueille ainsi les institutions autonomiques et provinciales. La présidence de la Junte des communautés de Castille-La Manche est installée au palais de Fuensalida (es) et les Cortes se réunissent au couvent de Saint-Gilles (es). La députation provinciale a son siège au palais provincial (es).

### Conseil municipal
Lors des élections municipales du 26 mai 2019, la ville de Tolède comptait 84 282 habitants. Son conseil municipal (Pleno del Ayuntamiento) se compose donc de 25 élus.
| Parti | Parti   | 1979 | 1983 | 1987 | 1991 | 1995 | 1999 | 2003 | 2007 | 2011 | 2015 | 2019 | 2023 |
| ----- | ------- | ---- | ---- | ---- | ---- | ---- | ---- | ---- | ---- | ---- | ---- | ---- | ---- |
|       | CDS     |      |      | 1    |      |      |      |      |      |      |      |      |      |
|       | Cs      |      |      |      |      |      |      |      |      |      | 3    | 3    | 0    |
|       | F/N     | 1    |      |      |      |      |      |      |      |      |      |      |      |
|       | PCE     | 5    | 3    | 2    | 2    | 2    | 1    | 1    | 2    | 2    |      |      |      |
|       | IU      | 5    | 3    | 2    | 2    | 2    | 1    | 1    | 2    | 2    |      |      |      |
|       | CD      | 1    | 11   | 11   | 12   | 13   | 13   | 13   | 12   | 11   | 9    | 6    | 9    |
|       | CP      | 1    | 11   | 11   | 12   | 13   | 13   | 13   | 12   | 11   | 9    | 6    | 9    |
|       | AP      | 1    | 11   | 11   | 12   | 13   | 13   | 13   | 12   | 11   | 9    | 6    | 9    |
|       | PP      | 1    | 11   | 11   | 12   | 13   | 13   | 13   | 12   | 11   | 9    | 6    | 9    |
|       | PSOE    | 7    | 11   | 8    | 11   | 10   | 11   | 11   | 11   | 12   | 9    | 12   | 11   |
|       | GANEMOS |      |      |      |      |      |      |      |      |      | 4    | 2    | 1    |
|       | UP      |      |      |      |      |      |      |      |      |      | 4    | 2    | 1    |
|       | UCD     | 11   |      |      |      |      |      |      |      |      |      |      |      |
|       | Vox     |      |      |      |      |      |      |      |      |      |      | 2    | 4    |
| Total | Total   | 25   | 25   | 25   | 25   | 25   | 25   | 25   | 25   | 25   | 25   | 25   | 25   |

### Liste des maires
| Mandature | Maire | Maire                          | Parti |
| --------- | ----- | ------------------------------ | ----- |
| 1979-1983 |       | Juan Ignacio de Mesa Ruiz (ca) | UCD   |
| 1983-1987 |       | Joaquín Sánchez Garrido (es)   | PSOE  |
| 1987-1991 |       | José Manuel Molina             | AP    |
| 1991-1995 |       | Joaquín Sánchez Garrido (es)   | PSOE  |
| 1995-1999 |       | Agustín Conde (es)             | PP    |
| 1999-2003 |       | José Manuel Molina             | PP    |
| 2003-2007 |       | José Manuel Molina             | PP    |
| 2007-2011 |       | Emiliano García-Page           | PSOE  |
| 2011-2015 |       | Emiliano García-Page           | PSOE  |
| 2015-2019 |       | Milagros Tolón                 | PSOE  |
| 2019-2023 |       | Milagros Tolón                 | PSOE  |
| 2023-2027 |       | Carlos Velázquez               | PP    |

## Infrastructures

### Voies de communication et transports
Tolède est desservie par un réseau dense de grands axes routiers dont les autoroutes A-42 depuis Madrid et CM-42 depuis l'Andalousie, auxquelles s'ajoutent les routes nationales N-400 depuis Cuenca, N-401 depuis Ciudad Real et N-403 depuis Castille-et-León. La gare de Tolède relie la ville à Madrid et au reste du pays.

### Parc à thème
Le parc d'attraction Puy du Fou España, inauguré en 2021, est basé sur le modèle du Puy du Fou français, avec une thématique historique.

## Culture et patrimoine
La ville historique de Tolède est classée sur la liste du Patrimoine mondial de l'UNESCO depuis 1986.

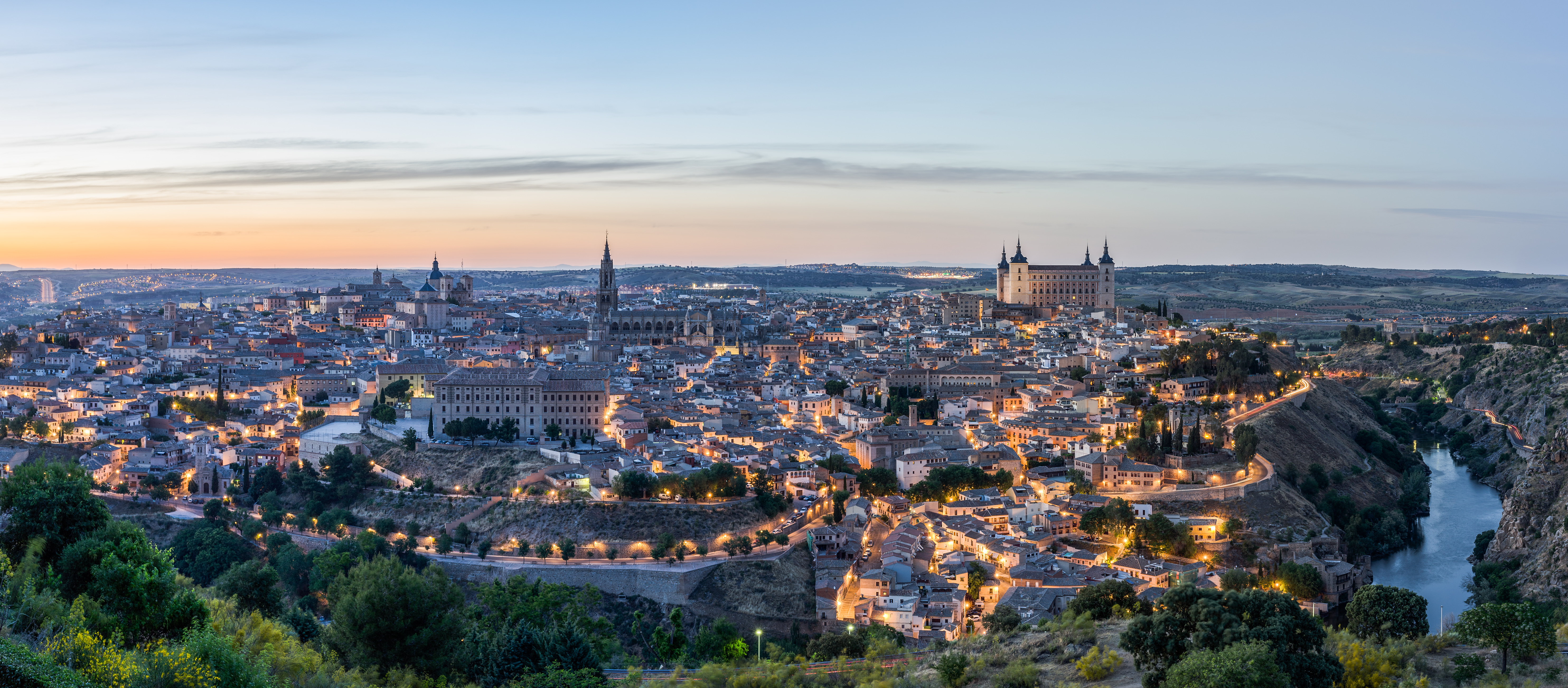
Vue d'ensemble.

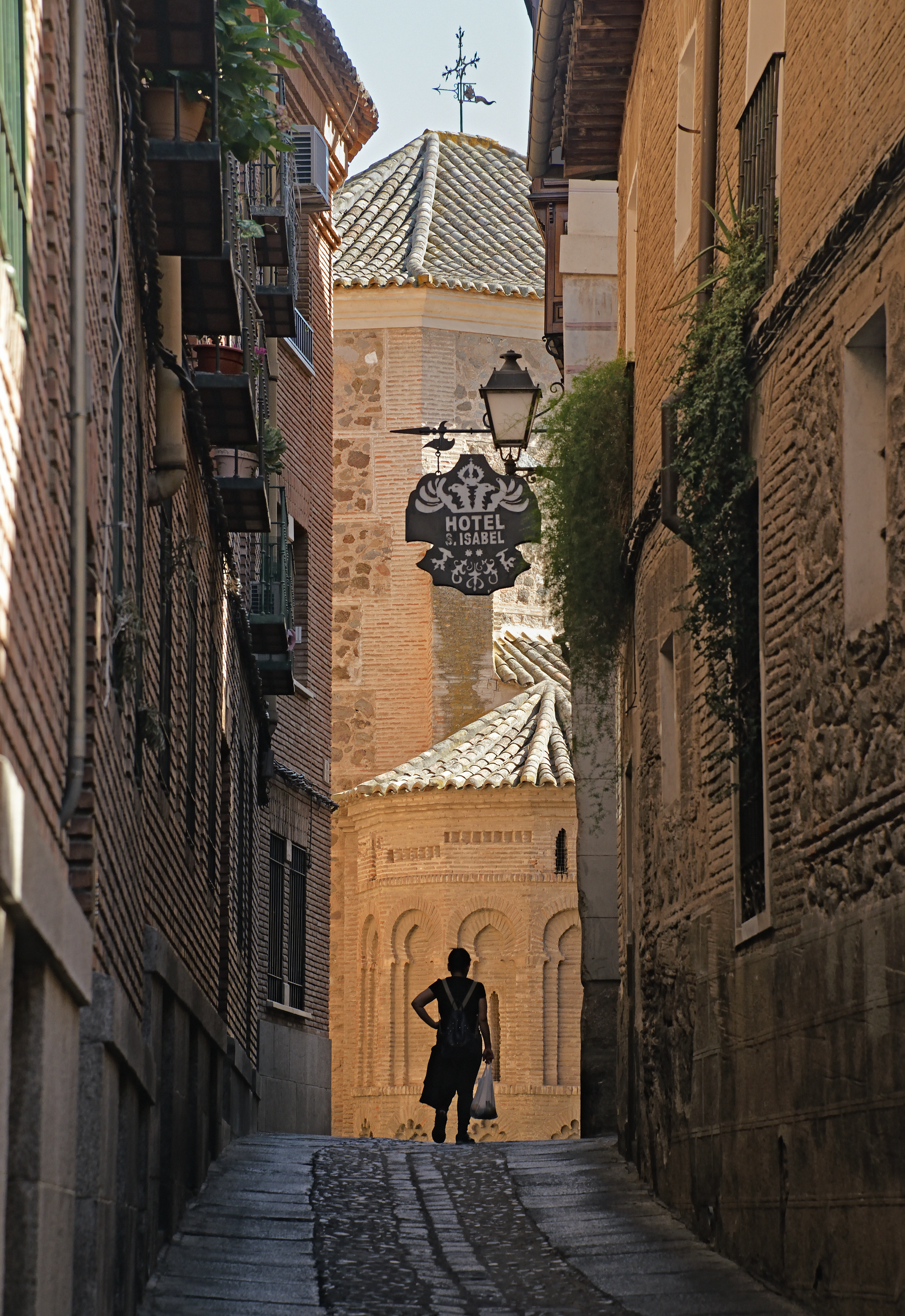
La rue Santa Isabel à Tolède. Mai 2017.

### Monuments

#### Cathédrale Sainte-Marie de Tolède

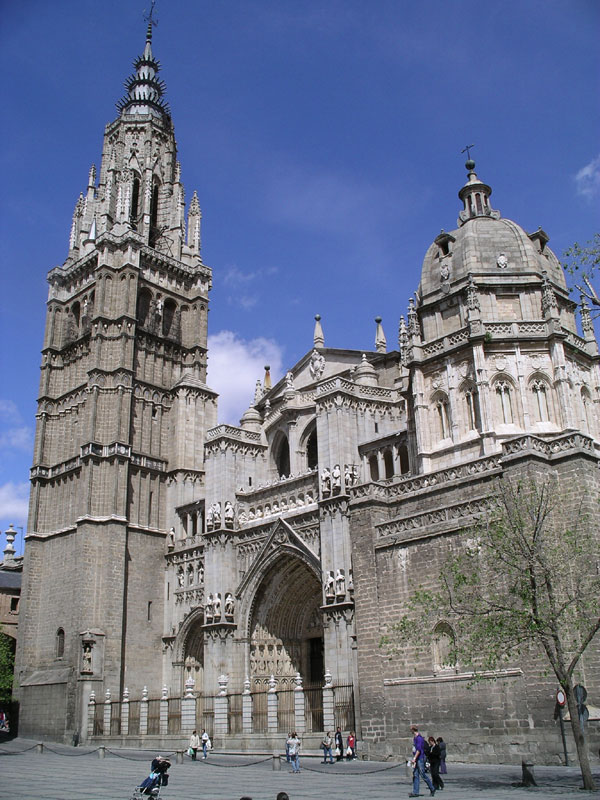
Cathédrale de Tolède.

La cathédrale de Tolède commencée en 1227 sous le règne de Fernando III a la particularité d'être construite selon le style du gothique français. Elle ne sera pas achevée avant la fin du XVe siècle avec des ajouts de style espagnol. Le dôme qui remplace la seconde tour a été dessiné par Jorge Manuel Theotocopouli, le fils du Greco. Le maître-autel est un retable de style flamboyant polychrome qui raconte la vie du Christ. Le chœur contient une série de stalles en bois des XVe et XVIe siècles dues à Rodrigo Alemán, la partie supérieure en albâtre est due à Berruguete et à Philippe de Bourgogne. On trouve également une vierge en marbre chef-d'œuvre d'art français gothique. La sacristie contient des œuvres du Greco (Expolio), Titien, Velazquez, Morales et Caravage.

#### Église Saint-Thomas

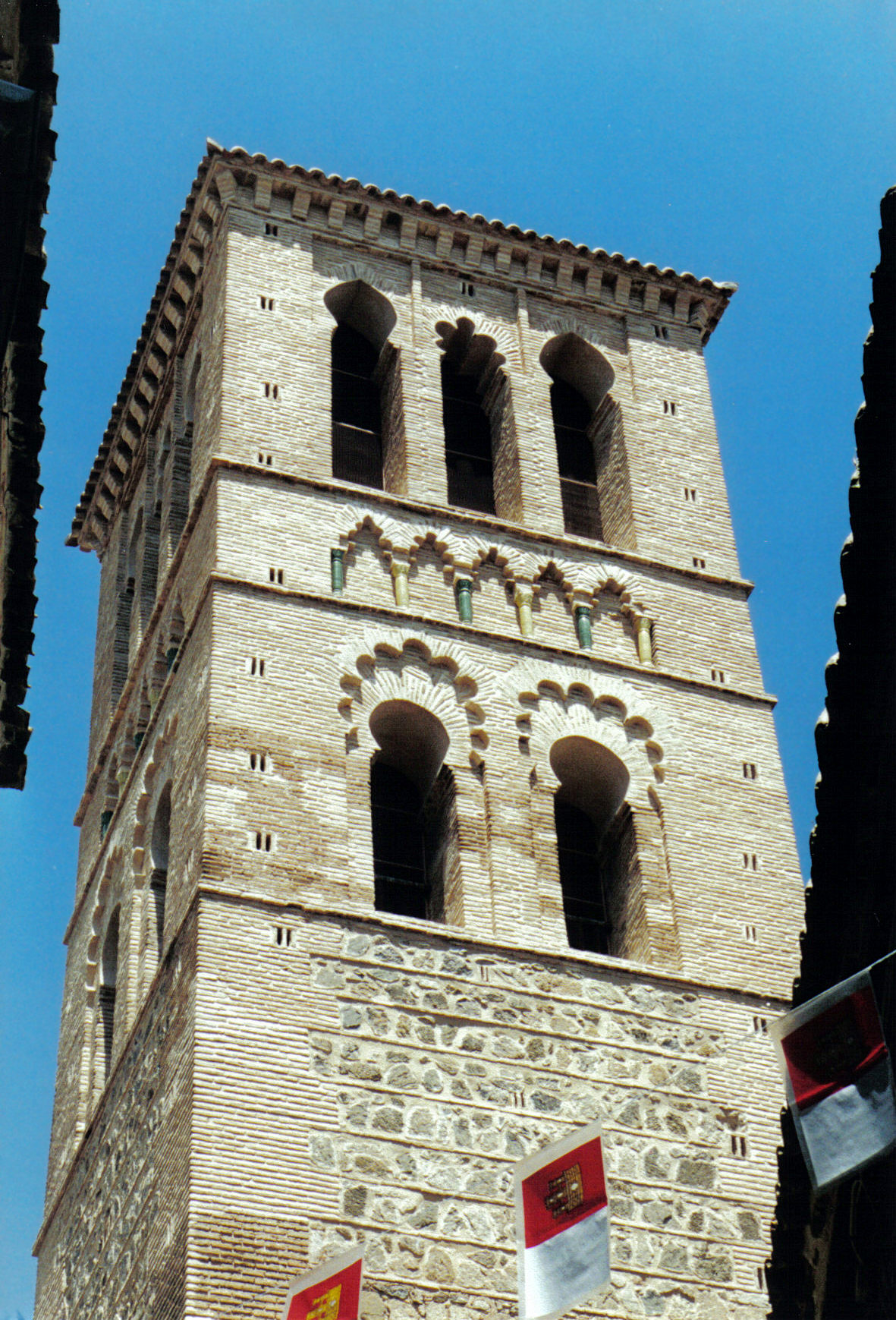
Clocher de l'église Saint-Thomas à Tolède.

Saint-Thomas (Santo Tomé) est une église-musée à la tour de style mudéjar du XIVe siècle. Elle abrite L'Enterrement du comte d'Orgaz, le chef-d'œuvre du Greco.

#### Alcázar
L'Alcázar de Tolède est un édifice du XVIe siècle de forme rectangulaire placé dans la partie la plus haute de la ville, avec une grande esplanade centrale et quatre tours aux quatre angles, aux murs en granit, et qui apparemment fut le siège du protectorat romain de la cité, et postérieurement, un palais wisigothique, puis une forteresse arabe.
De nos jours, l'édifice accueille la bibliothèque de Castille-La Manche et le musée de l'Armée.

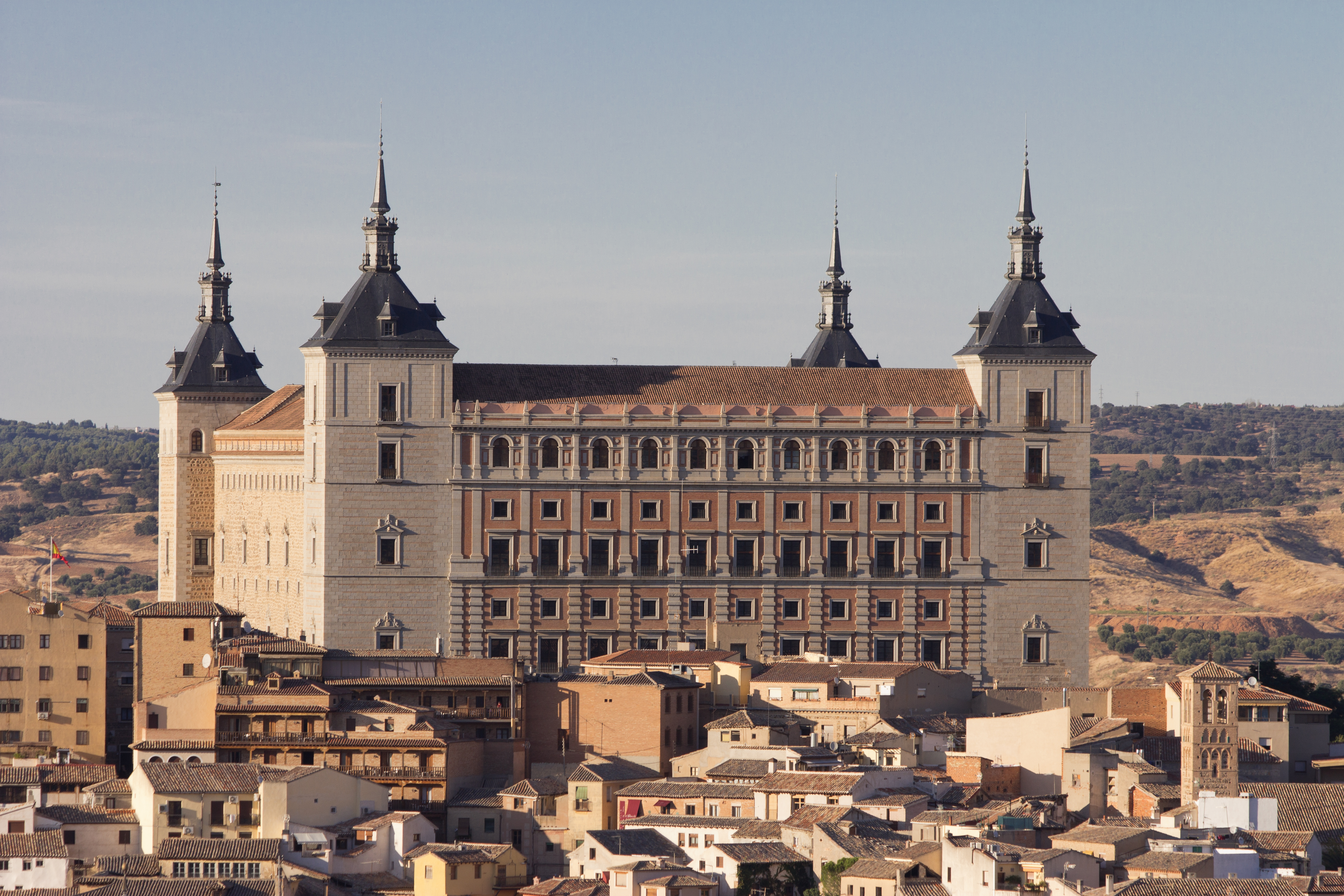
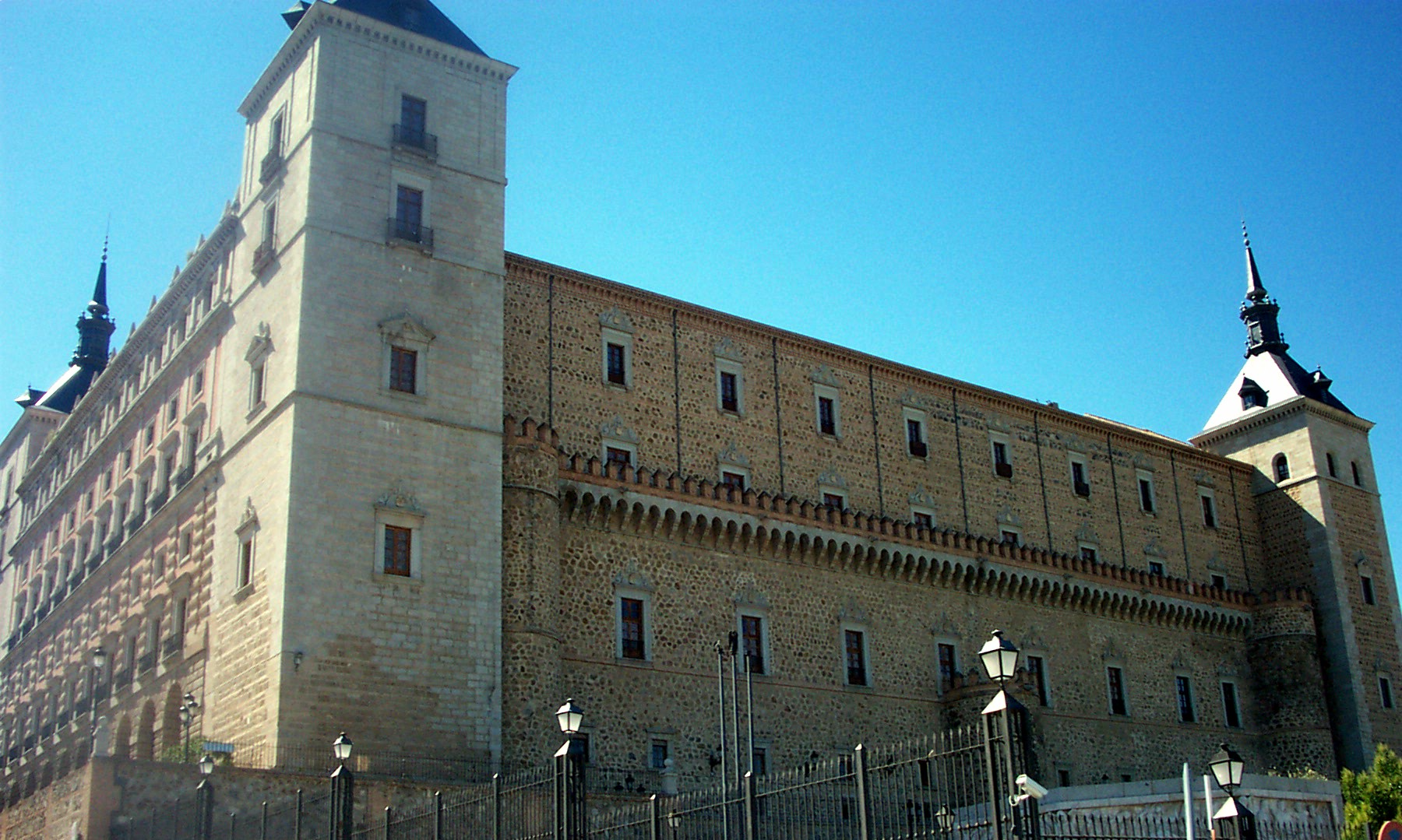
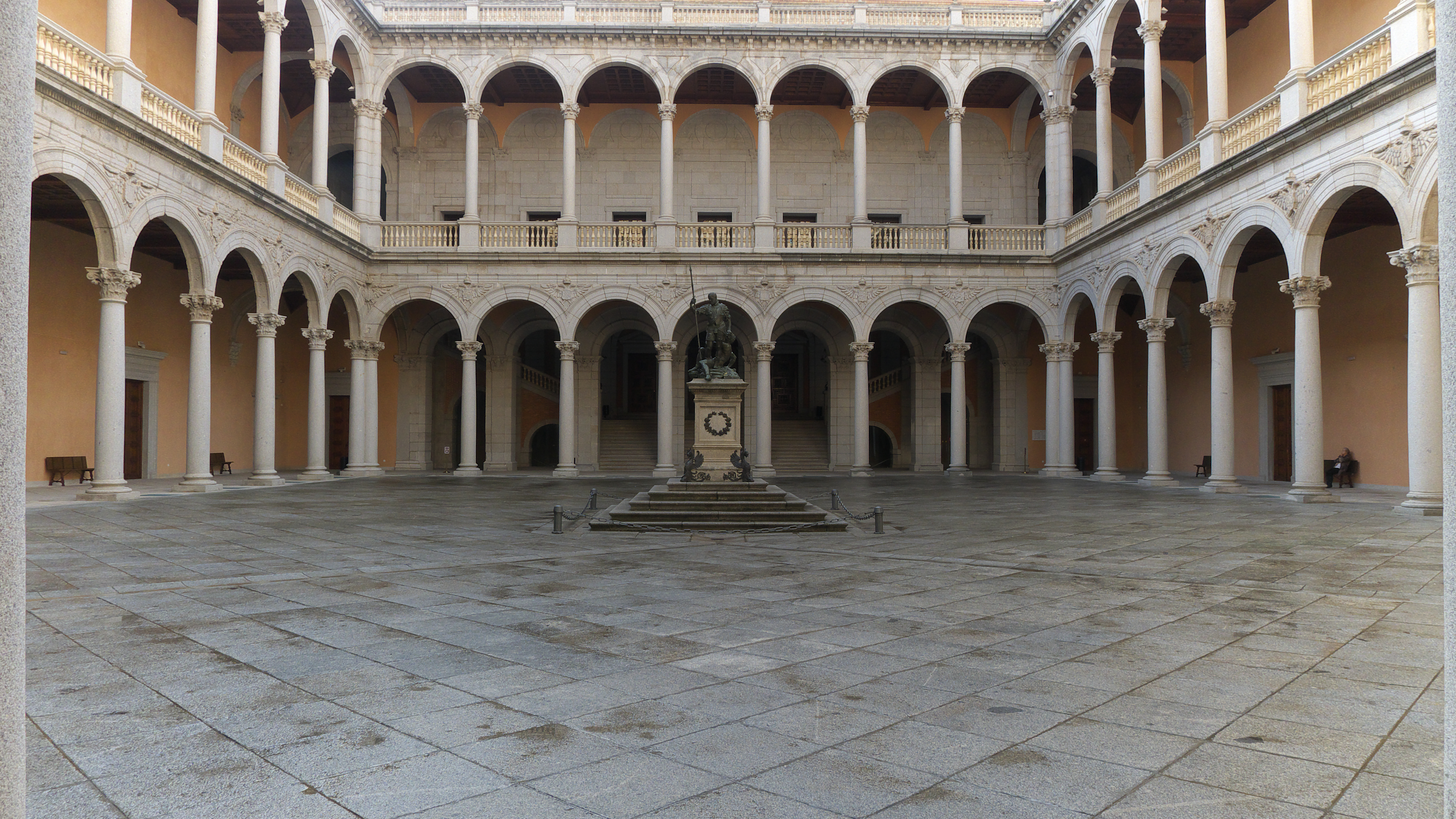

#### Musée de Santa Cruz
Construit autour d'un patio plateresque, l'hôpital des enfants trouvés a été commandité par la Reine Isabelle la Catholique aux architectes Enrique Egas et Covarrubias. Transformé en musée, il contient une collection de peintures des XVIe et XVIIe siècles, Greco, Ribera, Morales… Il contient également des pièces archéologiques et d'arts décoratifs en particulier des azulejos.

### Tolède et les arts

#### Peinture

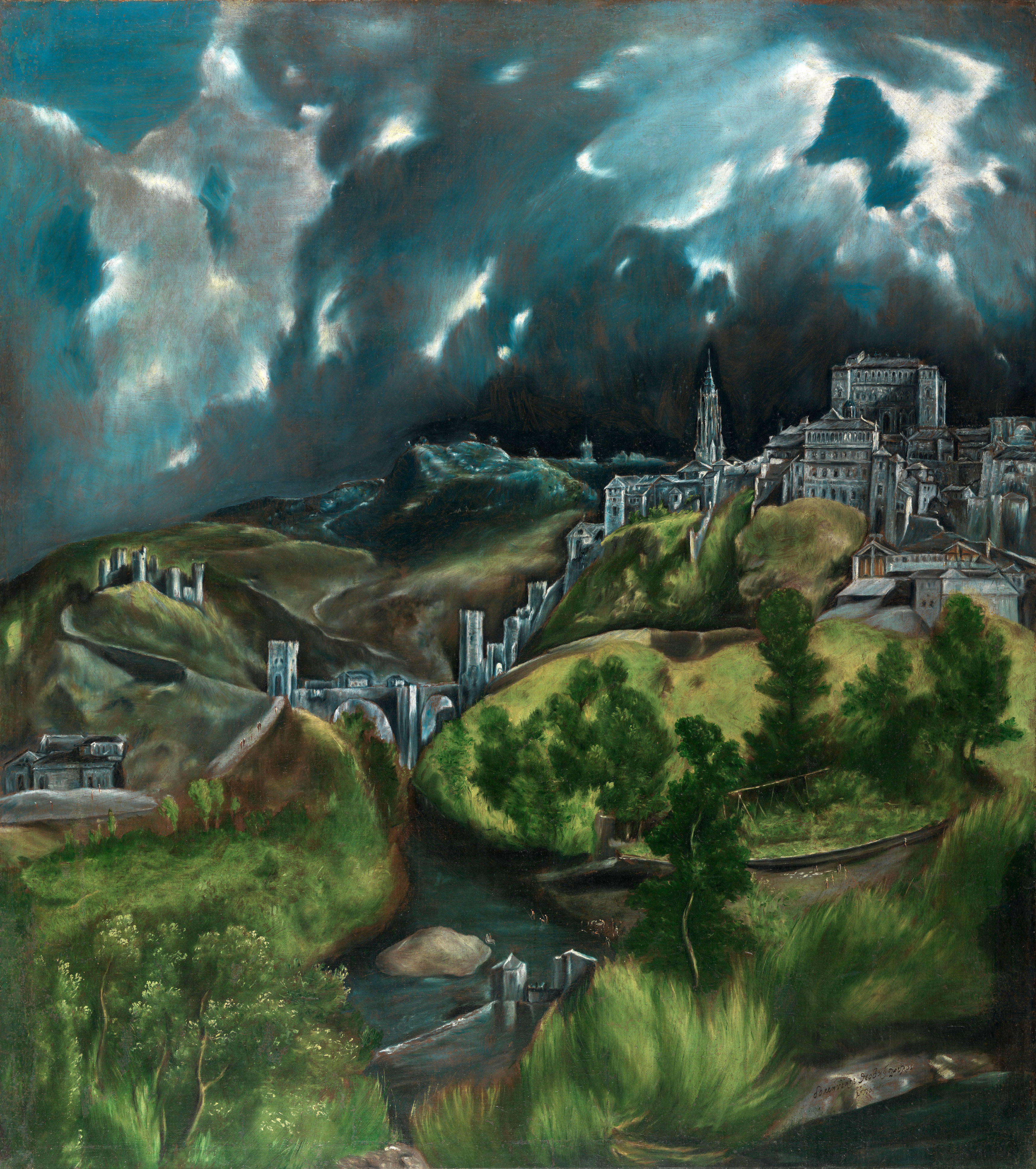
Vue de Tolède peinte par le Greco vers 1596.

Tolède a accueilli le peintre Le Greco dans la dernière partie de sa vie à partir de 1577 jusqu'à sa mort en 1614. La ville est le thème de plusieurs de ses tableaux les plus célèbres dont l'Enterrement du comte d'Orgaz qui est exposé dans l'église de Santo Tomé.

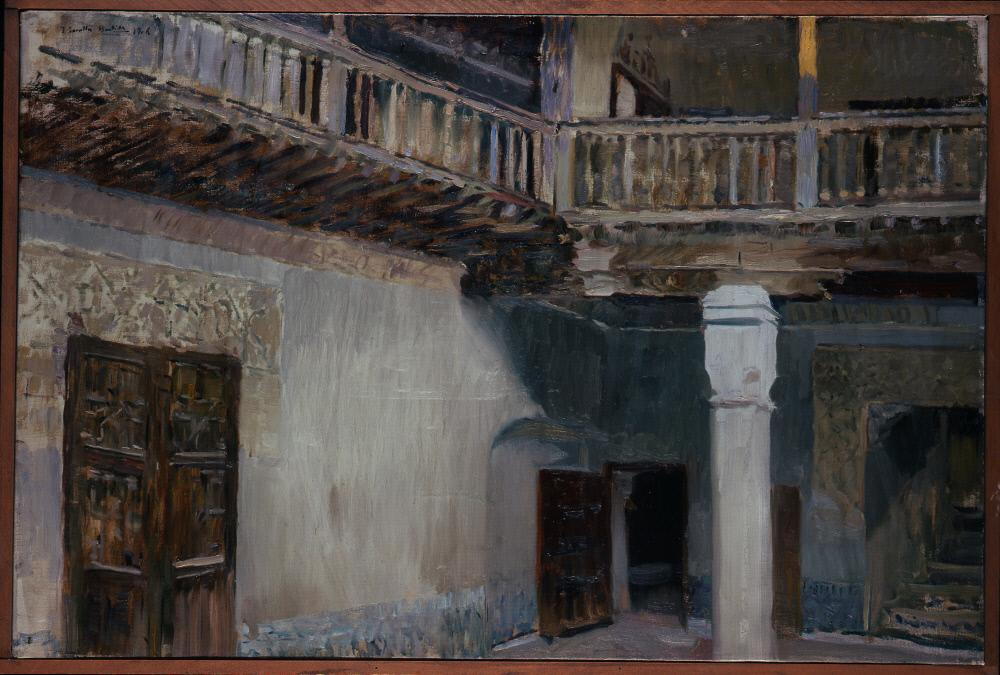
Maison du Greco, Tolède
Joaquín Sorolla, 1906
The Hispanic Society of America, New York

Dans la « maison du Greco » qui est un pastiche du XVIe siècle, l'atmosphère de la vie du peintre a été reconstituée avec quelques meubles et un mélange de tableaux authentiques et de copies.
Le poète espagnol Lope de Vega (1562-1635) y résida également.

#### Cinéma
Le cinéaste Luis Buñuel y fonda en 1923 l'ordre de Tolède avec Federico Garcia Lorca.

#### Littérature
Le Conte de la ville de Labatît des Mille et Une Nuits, qui évoque la conquête musulmane de l'Hispanie, se passe dans une ville possiblement inspirée de Tolède.
Dans son roman Comme le temps passe..., Robert Brasillach dresse une vision romantique de la ville, durant la période troublée des années 1930.

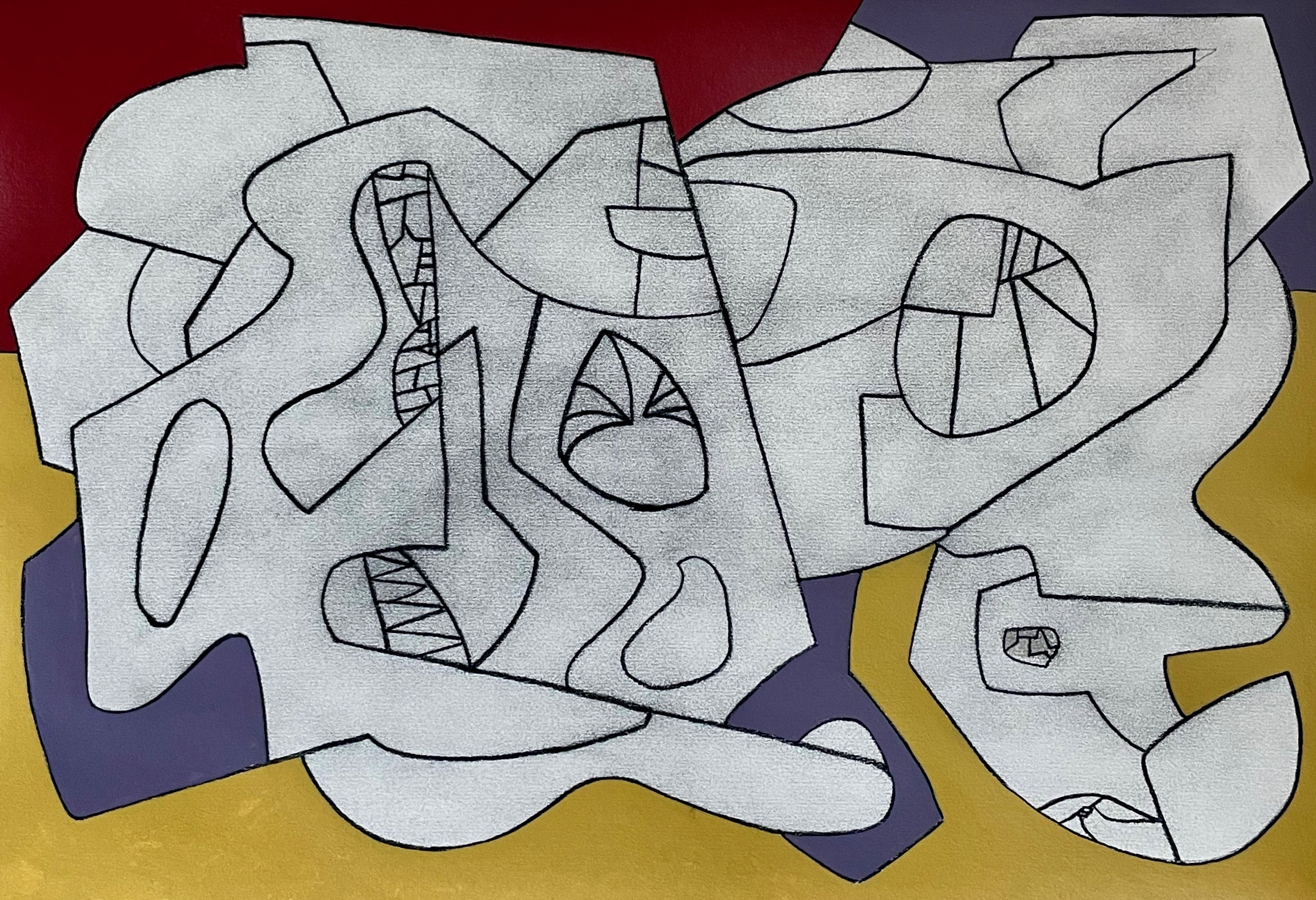
Vue de Tolède I. Bernhart (1957)

### Gastronomie tolédane
La gastronomie tolédane se caractérise surtout par l'importance du gibier. Il existe différentes façons de préparer la perdrix notamment à l'escabèche ou à l'étouffée. La première est consommée froide, alors que la seconde recette est mijotée avec de l'oignon, de l'ail et du laurier. Un autre plat connu venant de Tolède et les Carcamusas, parmi lesquelles se distinguent le lapin à l'ail, chasseur, au charbon de bois, Tojunto ou au riz.
Certains plats tolédans peuvent servir d'entrée, comme la soupe à l'ail ou le gaspacho, soupe froide composée d'eau, d'huile, de tomate et de concombre, d'origine paysanne et qui est essentiellement consommée les jours de chaleur.
À Tolède on trouve les vins et fromages de La Manche, dont certains sont réputés. La Castille-la-Manche consacre 700 000 hectares au vignoble et à sa propre appellation. Par ailleurs, le fromage dit queso manchego produit à partir de lait de brebis de la Manche et obtenu après une période de maturation d'au moins sept mois est aussi un produit de la région. Il existe à la fois des manchegos produits à partir de lait pasteurisé et des manchegos porteurs de l'Appellation d'Origine Contrôlée (appelée Denominación de Origen en Espagne), produits à partir de lait cru,.
La friandise la plus connue de Tolède est le massepain. Il s'agit de la pâte fine et compacte obtenue à partir d'amandes crues, pelées et moulues. La présentation finale est obtenue par le moulage manuel ou mécanique de la pâte d'amandes, une cuisson au four et parfois un fourrage ou un glaçage.

### Festivités

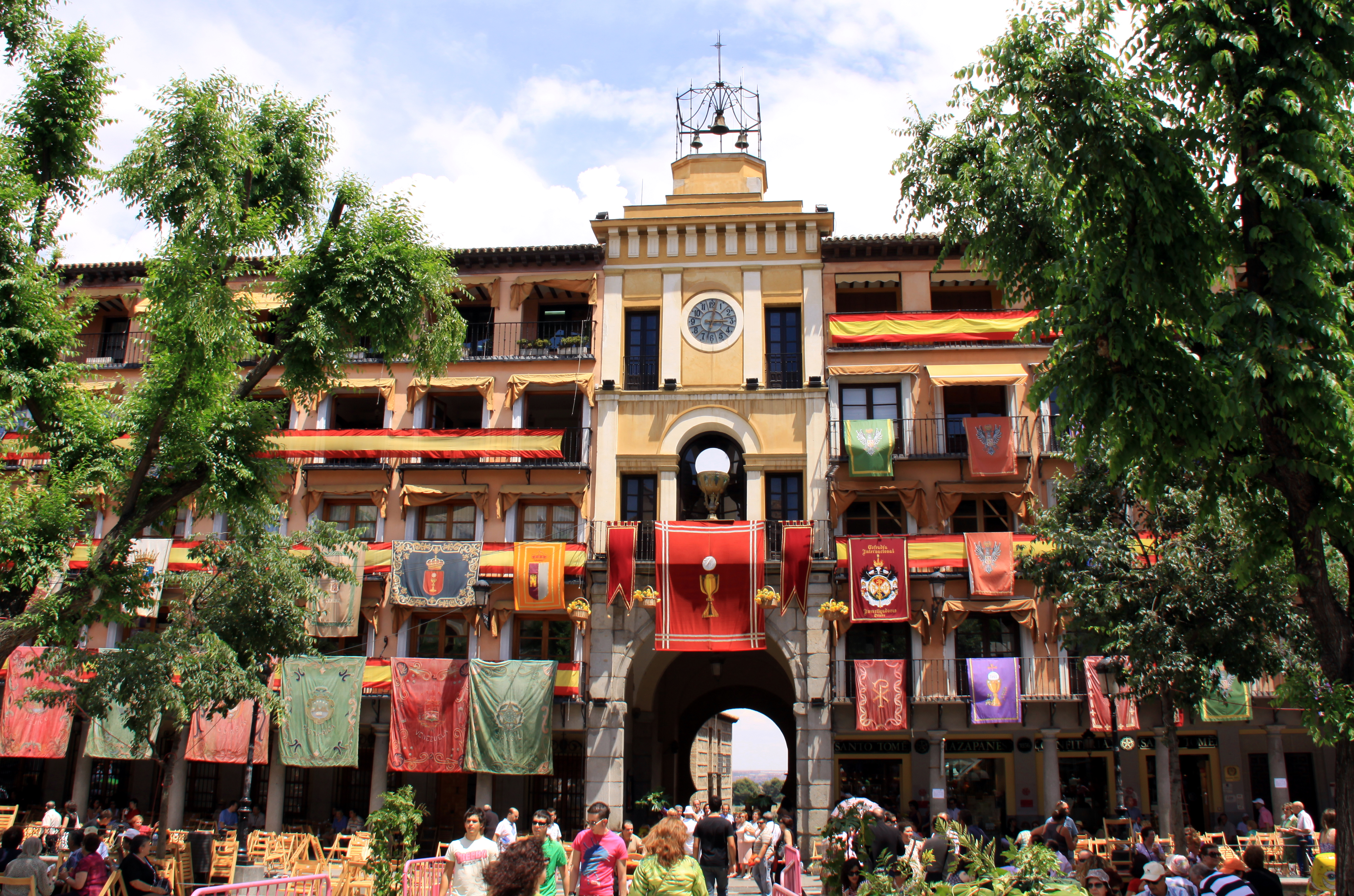
Fête religieuse sur la place Zocodover.

Chaque année lors de la Fête-Dieu (Corpus Christi en espagnol), entre mai et juin, une importante procession religieuse traverse le centre historique.

## Religion

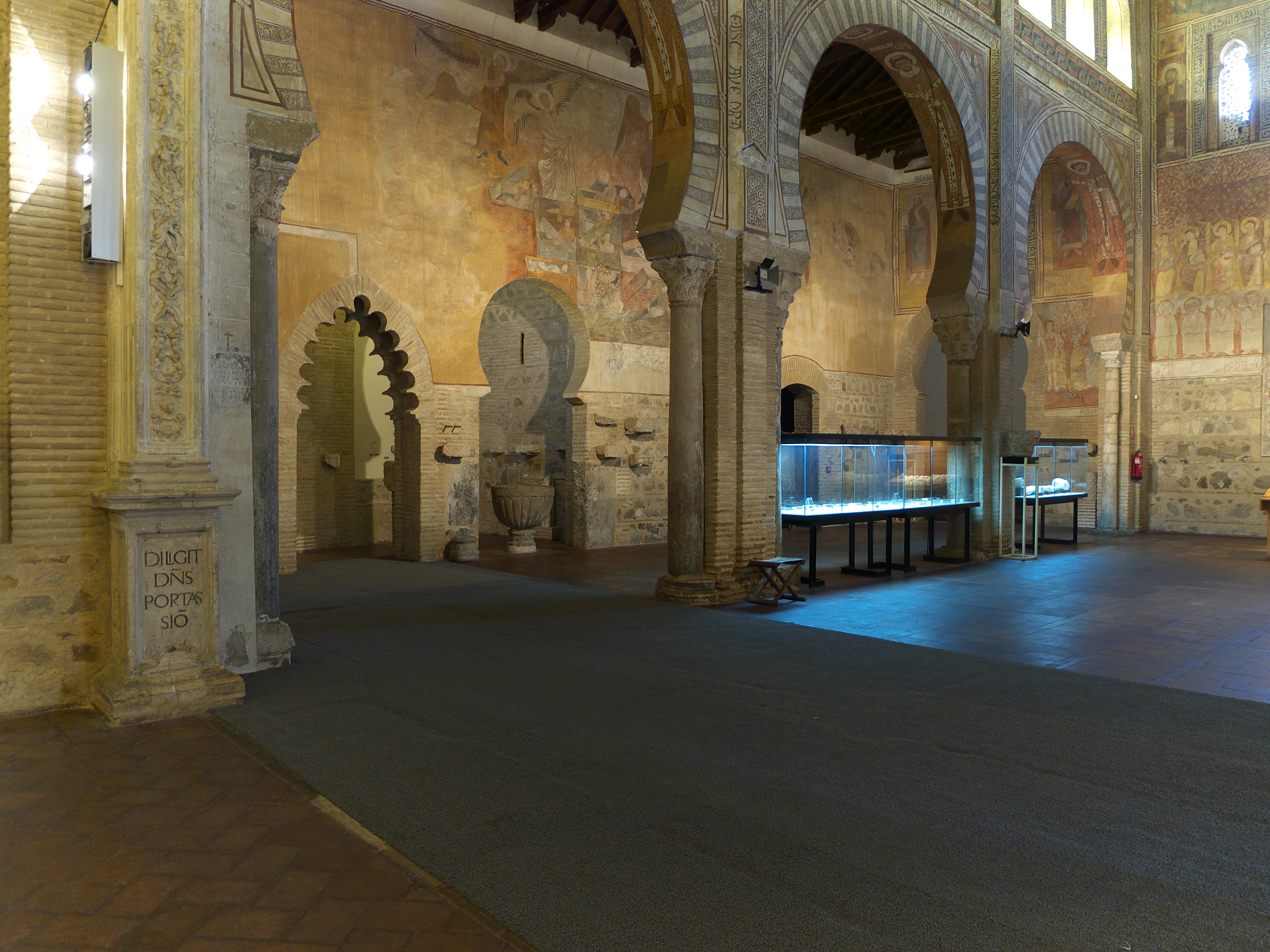
Église-musée San Román de Tolède

La vieille ville de Tolède se trouve en haut d'une montagne et on peut y voir de nombreux monuments historiques dont la citadelle, la cathédrale et le Zocodover (de l'arabe Suk-al-dawab, marché aux bestiaux, le marché central).
Tolède fut le lieu de réunion de dix-huit conciles, assemblées politico-religieuses tenues entre les années 400 et 702, tous, excepté le premier, datent de l'époque de la domination des Wisigoths ; plusieurs statuent sur la façon de forcer les Juifs à la conversion. La ville reste le premier siège épiscopal de la péninsule. Le Musée des Conciles et de la culture wisigothe a été ouvert en 1969 dans l'église San Román ; il contient des codex en lettres wisigothiques et des exemples de découvertes archéologiques, orfèvrerie et bijouterie, en provenance tant de la ville de Tolède que de la province.
Capitale du Royaume Wisigoth, Tolède est soumise tardivement au Califat de Cordoue (932). Tolède devient capitale de la taifa de Tolède après la guerre civile (1011-1031), qui s'étend à l'ouest et s’unit à celle de Valence (1064) afin d'annexer la Taïfa de Cordoue et reconstituer al-Andalus. Ces conflits incessants génèrent une instabilité chronique.
Les communautés juive, musulmane et chrétienne cohabitent sous la domination des musulmans. Les juifs et les chrétiens, "gens du Livre, ahlu-l-kitab" (Bible) ont un statut de dhimmis (protégés, conformément aux termes du Coran) moyennant une redevance, un statut inférieur à celui des sujets musulmans. La situation concrète des différentes religions est de fait mal connue. Durant la période califale et la Taïfa, on perd toute trace écrite de présence chrétienne (893-1067). Les juifs vivaient dans des quartiers séparés.
La ville est finalement conquise par les Castillans en 1085. Ce qui reste du rite mozarabe est balayé sans ménagement par l'ordre de Cluny qui détruit en autodafé les ouvrages liturgiques mozarabes pour appliquer la réforme grégorienne. La mosquée est transformée en cathédrale (1086), les deux synagogues sont construites en 1180 et 1357. Commence une période connue comme convivencia pacifica où cohabitent les trois religions sur le même modèle que durant la période musulmane où il est néanmoins mieux documenté (voir convivencia). À la fin  du  XIIIe siècle, juifs et musulmans sont sommés de se convertir au christianisme, ceux qui refusent sont persécutés, exécutés ou expulsés d'Espagne par l' Inquisition à partir du XIVe siècle. Les synagogues sont alors transformées en églises.

Toutefois, il reste à Tolède de nombreux « souvenirs » de cette époque comme la mosquée del Cristo de la Luz (999), la synagogue Santa María la Blanca (1180) ou la synagogue del Tránsito (1357) ; toutes ont été converties pendant plusieurs siècles en églises - dès le XIe siècle pour la mosquée et après les pogroms (voir supra) des XIVe siècle et XVe siècle pour les synagogues puis toutes désacralisées et devenues des musées aujourd'hui.

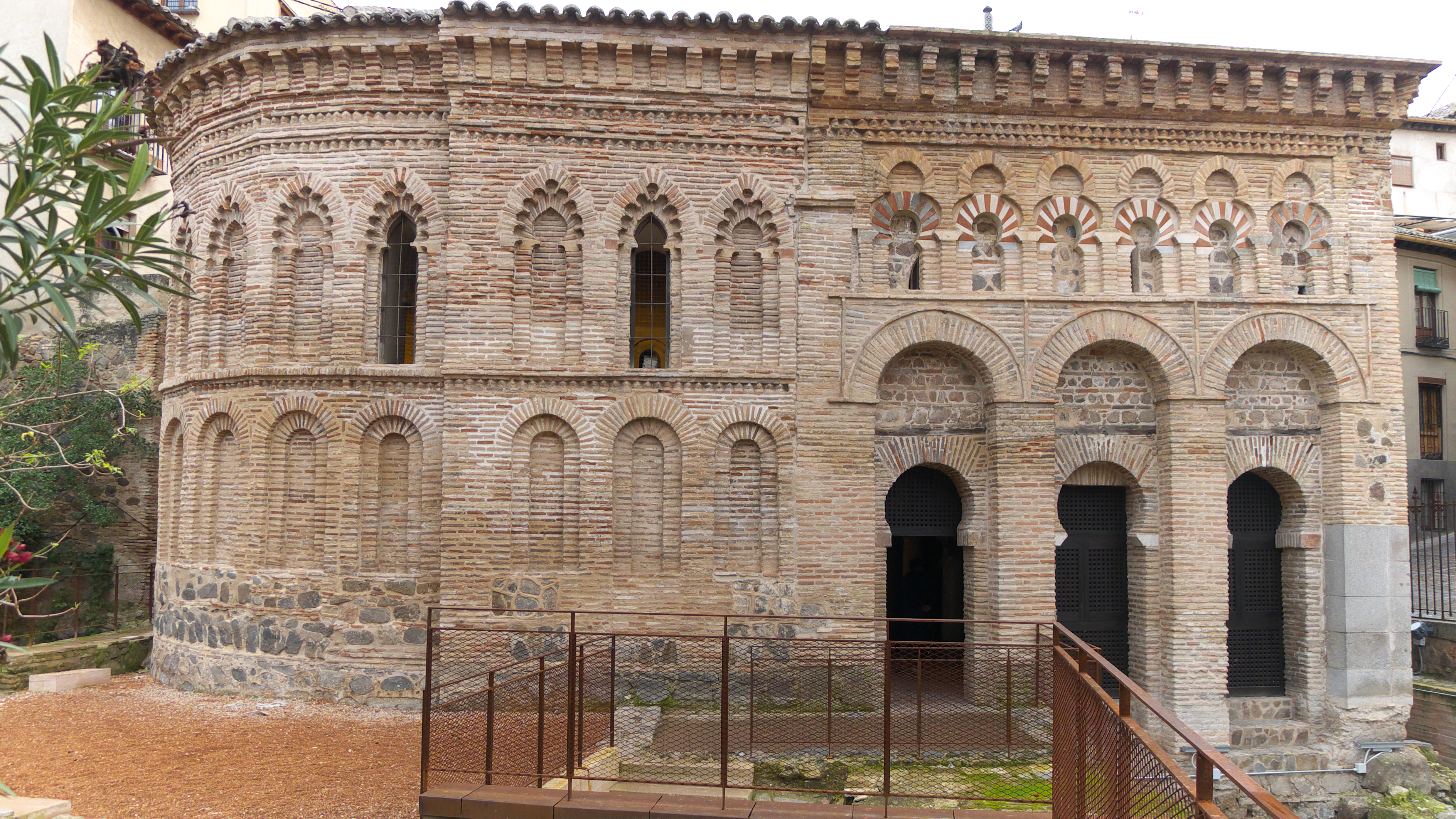
Mezquita de la mosquée-église Bal al Mardum-Cristo de la Luz
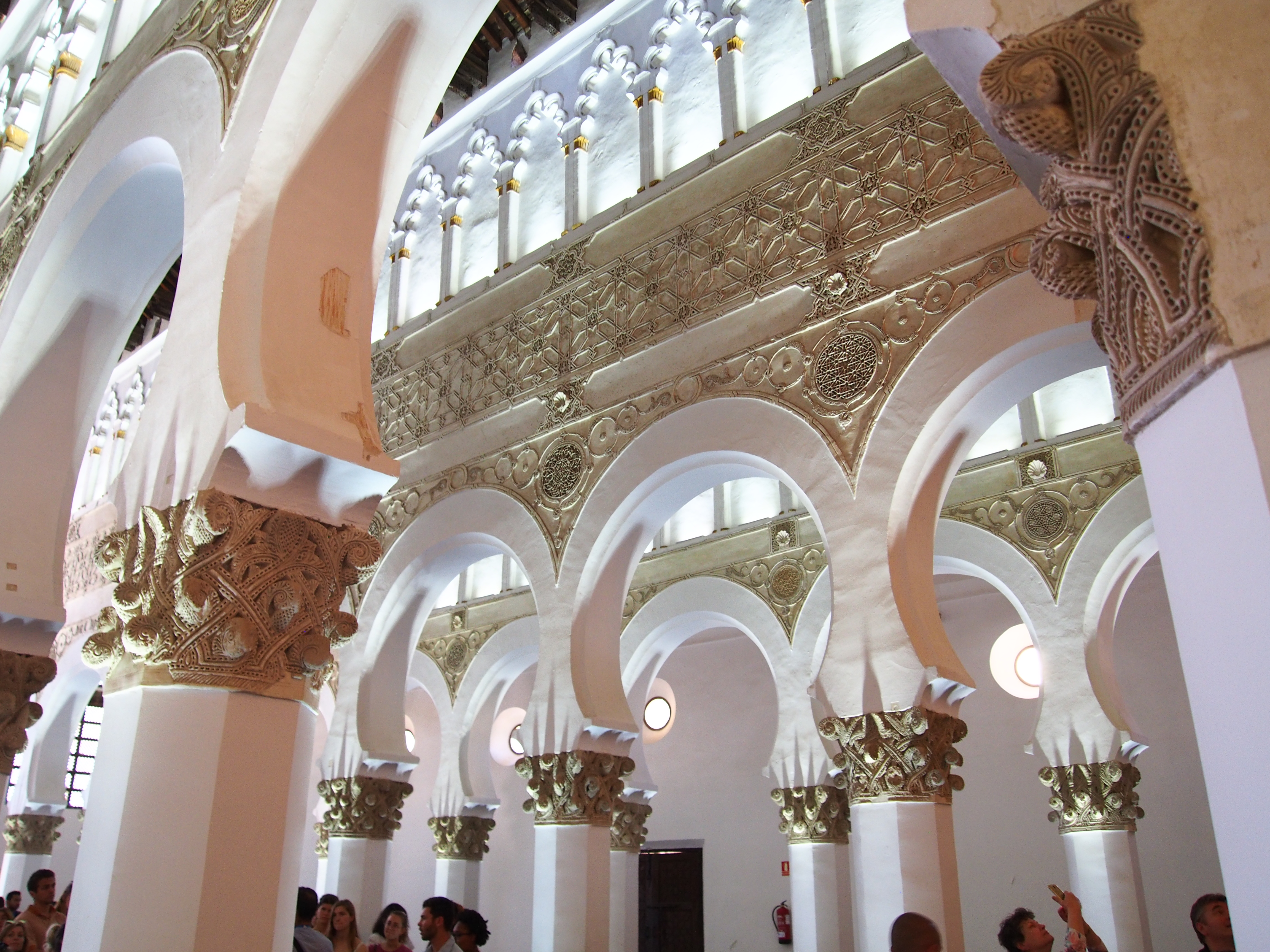
Intérieur de la synagogue-église Santa Maria la Blanca
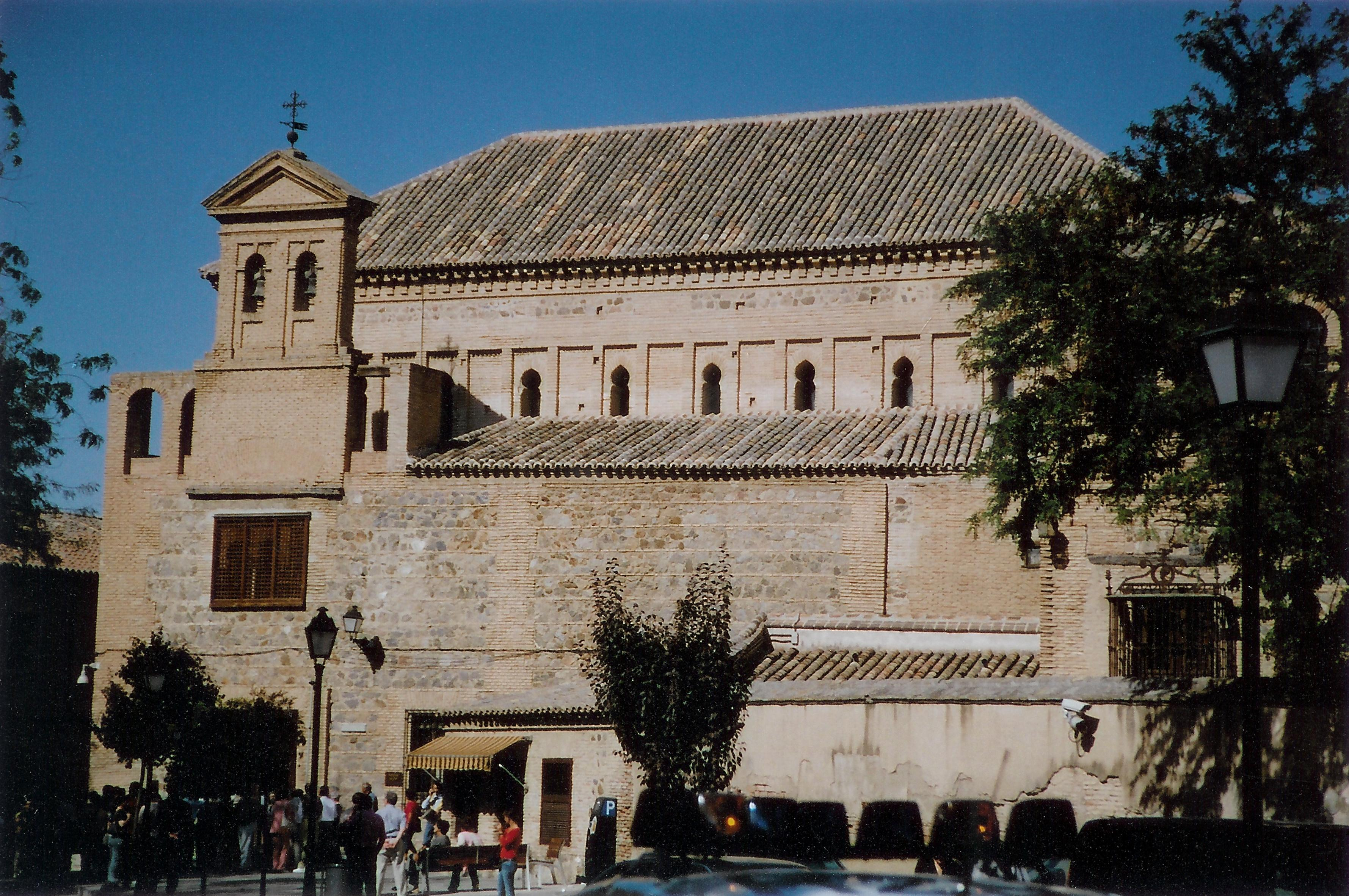
Vue extérieure de la synagogue-église del Tránsito

## Sports
La ville de Tolède accueille un club de football, le CD Toledo, qui pour l'année 2024-2025 évoluait en Championnat d'Espagne D3 (soit en cinquième division). Le club joue au stade municipal, Salto del Caballo, inauguré en 1973. Il a joué sept saisons consécutives en Championnat d'Espagne de deuxième division et joua même la montée en première division contre l'équipe du Real Valladolid au cours de la saison 1993-1994. Des joueurs tels qu'Abel Resino, Luis Javier García Sanz, Francisco Rufete et Javier Casquero ont évolué au club de Tolède.
Le joueur de tennis Feliciano López est né à Tolède.

## Personnalités liées à la ville

### Nées à Tolède
- 607 : Ildefonse de Tolède, archevêque du royaume wisigoth d'Espagne ;
- 642 : Julien II de Tolède, archevêque du royaume wisigoth d'Espagne ;
- 792 : Abd al-Rahman II, émir de Cordoue ;
- 1221 : Alphonse X de Castille, roi de Castille ;
- 1270 : Pedro Gómez Barroso, cardinal espagnol ;
- 1320 : Pedro Gómez Barroso de Albornoz, cardinal espagnol ;
- 1365 : Juda ben David ibn Yahya Negro, poète judéo-espagnol ;
- milieu du XIVe siècle : Joseph ibn Naḥmias, érudit juif, auteur d'un traité d'astronomie ;
- 1475 : Antón Egas, sculpteur et architecte espagnol ;
- 1501 : Garcilaso de la Vega, poète, écrivain et militaire espagnol ;
- 1510 : Diego Ortiz, musicien et compositeur espagnol ;
- 1512 : Diego de Covarrubias, homme d'Église espagnol ;
- 1515 : Alfonso Salmeron, prêtre espagnol ;
- 1526 : Pedro de Ribadeneyra, jésuite espagnol ;
- 1540 : Juan Gonzalez de Mendoza, prêtre espagnol ;
- 1585 : Luis Tristán, peintre espagnol ;
- 1841 : Anselmo Lorenzo, militant anarchiste et syndicaliste espagnol ;
- 1918 : Blas Piñar, homme politique espagnol ;
- 1922 : Juan Antonio Villacañas, poète et essayiste espagnol ;
- 1939 : Fernando Ledesma, homme politique espagnol ;
- 1968 : Emiliano García-Page, homme politique espagnol ;
- 1981 : Feliciano López, joueur espagnol de tennis professionnel ;
- 1985 : Francisco Molinero, footballeur espagnol ;
- 1988 : Javier Matilla, footballeur espagnol ;
- 1991 : Gonzalo Pérez de Vargas, handballeur espagnol.

### Décédées à Tolède
- 567 : Athanagild, roi des Wisigoths ;
- 586 : Léovigild, roi des Wisigoths ;
- 590 : Argimund, noble wisigoth ;
- 601 : Récarède, roi des Wisigoths ;
- 603 : Liuva II, roi des Wisigoths ;
- 610 : Wittéric, roi des Wisigoths ;
- 612 : Gundomar, roi des Wisigoths ;
- 621 : Sisebut, roi des Wisigoths ;
- 621 : Récarède II, roi des Wisigoths ;
- 635 : Swinthila, roi des Wisigoths ;
- 636 : Sisenand, roi des Wisigoths ;
- 653 : Chindaswinth, roi des Wisigoths ;
- 657 : Eugène de Tolède, évêque, écrivain et poète du royaume wisigoth d'Espagne ;
- 667 : Ildefonse de Tolède, archevêque du royaume wisigoth d'Espagne ;
- 690 : Julien II de Tolède, archevêque du royaume wisigoth d'Espagne ;
- 702 : Égica, roi des Wisigoths ;
- 710 : Wittiza, roi des Wisigoths ;
- 1295 : Sanche IV de Castille, roi de Castille ;
- 1502 : François de Busleyden, homme d'État des Pays-Bas ;
- 1529 : Baldassare Castiglione, écrivain et diplomate italien ;
- 1567 : Juan Martínez Silíceo, cardinal espagnol ;
- 1614 : El Greco (Dominikos Theotokopoulos, dit), peintre, sculpteur et architecte grec ;
- 1624 : Luis Tristán, peintre espagnol ;
- 1626 : Alejandro de Loarte, peintre espagnol ;
- 1733 : Miguel de Ambiela, compositeur espagnol ;
- 1771 : Luis Antonio Fernández de Córdoba Portocarrero, cardinal espagnol ;
- 1927 : Enrique Reig y Casanova, cardinal espagnol ;
- 2001 : Juan Antonio Villacañas, poète et essayiste espagnol.